# Lake Sibthorpe
Lake Sibthorpe är en sjö i Antarktis. Den ligger i Östantarktis. Australien gör anspråk på området. Lake Sibthorpe ligger 58 meter över havet.
I övrigt finns följande vid Sibthorpe:
- Base Ridge (en bergstopp)
- Progress Lake (en sjö)